# Демократична асамблея Істрії
Демократична асамблея Істрії (хорв. Istarski demokratski sabor, італ. Dieta democratica istriana) — хорватська регіональна і соціал-ліберальна політична партія. Партія є членом Альянсу лібералів і демократів за Європу. Після виборів 2015 партія має у парламенті Хорватії 3 місця зі 151.
Основною політикою IDS є сприяння культурній та економічній самобутності Істрії і досягнення рівного статусу для італійців та хорватів Істрії. Три кози на логотипі партії являють собою історичний символ регіону. Також коза зображена в одній із 5 частин корони герба Хорватії, як символ Істрії.
Партія була заснована 1990 році, напередодні перших багатопартійних виборів у сучасній Хорватії. Партія вирішила не брати участь, тим самим дозволяючи комуністам, які трансформувалися у соціал-демократичну партію Хорватії, здобути підтримку у регіоні. IDS вперше взяла участь у виборах 1992 року і використовувала розпад СДП для здобуття підтримки у всіх трьох виборчих округах Істрії. Цей результат виявився в Істрії значною проблемою президента Хорватії Франьо Туджмана і його Хорватського демократичного союзу, який домінував в усіх інших регіонах у Хорватії. 
Партія була в опозиції до Туджмана і його жорсткої лінії націоналізму. Інші хорватські політичні партії були більш прагматичними, і IDS співпрацювали з ними в хорватському парламенті і під час виборів.
IDS був на короткий час частиною національного уряду після парламентських і президентських виборів 2000 року. Через рік, IDS, незадоволений тим, як Івіца Рачан і його партнери по коаліції розглядають питання Істрії, покинув уряд, хоча і продовжував надавати йому підтримку в парламенті.
У 2010-2015 роках партія входила у парламентську коаліцію «Кукуріку».
| Політика | Це незавершена стаття про політику. Ви можете допомогти проєкту, виправивши або дописавши її. |